# Igor Stelnov
Igor Anatoljevitsj Stelnov (Russisch: Игорь Анатольевич Стельнов) (Moskou, 12 februari 1963 - aldaar, 24 maart 2009) was een Sovjet-Russisch ijshockeyer.
Stelnov won tijdens de Olympische Winterspelen 1984 en 1988 de gouden medaille met de Sovjetploeg.
Stelnov werd in 1986 wereldkampioen.